# Jadwiga Słowińska-Srzednicka
Jadwiga Maria Słowińska-Srzednicka (ur. 1940) – polski lekarz internista i endokrynolog, nauczyciel akademicki, profesor nauk medycznych.

## Życiorys
Absolwentka Wydziału Lekarskiego Akademii Medycznej w Warszawie. Specjalista w zakresie chorób wewnętrznych (I stopień w 1960 i II stopień w 1965) i endokrynologii (II stopień w 1981).
Stopień doktora nauk medycznych uzyskała w 1980 w Centrum Medycznym Kształcenia Podyplomowego w Warszawie. W 1989 w tej samej uczelni uzyskała stopień doktora habilitowanego. W 1997 otrzymała tytuł profesora.
Zawodowo związana z Centrum Medycznym Kształcenia Podyplomowego i Szpitalem Bielańskim. W kadencjach 2002–2004 i 2004–2008 sprawowała funkcję dyrektora Centrum Medycznego Kształcenia Podyplomowego.
Autorka lub współautorka ponad 180 publikacji krajowych i zagranicznych.

## Odznaczenia
- Krzyż Oficerski Orderu Odrodzenia Polski[5]
- Krzyż Kawalerski Orderu Odrodzenia Polski[6]
- Złoty Krzyż Zasługi[7]